# پادوسپان
پاذوسپان یا پاذگوسپان یا پاذگوس یا پایگوس یا پادوسپان یا پادوسبان، در زمان ساسانیان، معاون و تحت فرمان یکی از سپاهبذ‌های چهارگانهٔ کشور بود. چهار بخش کشور عبارت بوده‌اند: از اباختر (شمال / طبرستان)، خوراسان (خراسان، مشرق)، نیمروز (جنوب)، خوروران (خاوران، مغرب).
در دوران ساسانیان بیشتر مقام‌ها، از جمله پایه‌ها و درجات نظامی موروثی بودند. فرماندهٔ کل نیروهای مسلح ایران تا سدهٔ ششم میلادی و زمان خسرو انوشیروان، ایران سپهبد (ایران سپاهبذ) بود که از سوی انوشیروان این مقام ملغی شد.
انوشیروان، ایران را به چهار بخش تقسیم کرد و در رأس هر یک از این بخشها یک سپاهبذ (سپهبد، فرماندهٔ لشکر) جداگانه‌ای قرار داد. زیرا تمرکز قدرت نظامی در دست یک فرمانده، ممکن بود به کسب نیروی عظیم و طمع در تاج و تخت و وارد آوردن فشار بر شاهنشاه منجر گردد.
همچنین یعقوبی ذکر کرده‌است که هر اسپهبد (فرماندهٔ لشکر)، یکنفر پاذگوسپان تحت امر خود داشت. این پادشاه بود که چهار پاذگوسپان را در کشور معین می‌کرد.